# 하코네 미술관

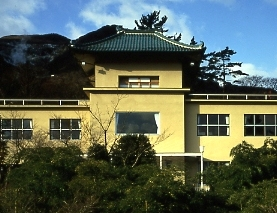

하코네 미술관(일본어: 箱根美術館 하코네비쥬쓰칸[*])은 일본 가나가와현 아시가라시모군 하코네정에 있는 미술관이다. 하코네에서 가장 오래된 미술관으로 1952년 6월 15일 문을 열었다. 세카이큐세이쿄라는 신흥 종교의 교주인 오카다 모키치가 평생 걸쳐 수집한 일본과 아시아 각국의 도자기를 전시하고 있다.